# Żerebki
Żerebki (ukr. Жере́бки) – wieś na Ukrainie w rejonie tarnopolskim należącym do obwodu tarnopolskiego.
Dawniej były to dwie wsie, które 1 stycznia 1951 połączono w jedną wieś Żerebki:
- Żerebki Królewskie (ukr. Жеребки Королівські) lub Żerebki Wielkie (ukr. Жеребки Великі), w latach 1946–1950 Żerebki Pierwsze (ukr. Жеребки Перші),
- Żerebki Szlacheckie (ukr. Жеребки Шляхетські) lub Żerebki Małe (ukr. Жеребки Малі), w latach 1946–1950 Żerebki Drugie (ukr. Жеребки Другі).

Do 2020 w rejonie podwołoczyskim.